# Groupe A des éliminatoires du Championnat d'Europe de football 2020
 (décembre 2022).
Navigation
Groupe B
Cet article donne les résultats des matches du groupe A des éliminatoires de l'Euro 2020.
Le Groupe A est composé de 5 équipes nationales européennes avec pour tête de série l'Angleterre, quatrième du dernier Mondial et troisième de la Ligue des Nations 2018-2019. L'Angleterre (1re) et la République tchèque (2e) du groupe sont directement qualifiés pour la phase finale de la compétition. Le Kosovo (vainqueur de son groupe en Ligue des Nations) et la Bulgarie joueront les barrages.

## Classement
| Rang | Équipe       | Pts | J | G | N | P | Bp | Bc | Diff |  | Résultats (▼ dom., ► ext.) |     |     |     |     |     |
| ---- | ------------ | --- | - | - | - | - | -- | -- | ---- |  | -------------------------- | --- | --- | --- | --- | --- |
| 1    | Angleterre   | 21  | 8 | 7 | 0 | 1 | 37 | 6  | +31  |  | Angleterre                 |     | 5-0 | 5-3 | 4-0 | 7-0 |
| 2    | Tchéquie     | 15  | 8 | 5 | 0 | 3 | 13 | 11 | +2   |  | Tchéquie                   | 2-1 |     | 2-1 | 2-1 | 3-0 |
| 3    | Kosovo (B)   | 11  | 8 | 3 | 2 | 3 | 13 | 16 | -3   |  | Kosovo (B)                 | 0-4 | 2-1 |     | 1-1 | 2-0 |
| 4    | Bulgarie (B) | 6   | 8 | 1 | 3 | 4 | 6  | 17 | -11  |  | Bulgarie (B)               | 0-6 | 1-0 | 2-3 |     | 1-1 |
| 5    | Monténégro   | 3   | 8 | 0 | 3 | 5 | 3  | 22 | -19  |  | Monténégro                 | 1-5 | 0-3 | 1-1 | 0-0 |     |

- Sélection directement qualifiée pour l'Euro 2020

## Résultats et calendrier
| 1re journée                | Bulgarie                | 1 - 1   | Monténégro                                           | Stade national Vassil-Levski, Sofia          |                                              |
| 22 mars 2019 18h00 (19h00) | Nedelev 82e (pen.)      | (0 - 0) | 50e Mugoša (Nikola Vukčević )                        | Spectateurs : 5 652 Arbitrage : Ruddy Buquet | Spectateurs : 5 652 Arbitrage : Ruddy Buquet |
| 22 mars 2019 18h00 (19h00) | Popov 34e · Chochev 68e | Rapport | 25e Béćiraj · 25e Simić · 81e Jovović · 89e Boljević | Spectateurs : 5 652 Arbitrage : Ruddy Buquet | Spectateurs : 5 652 Arbitrage : Ruddy Buquet |

|               | Angleterre                                                                                            | 5 - 0   | Tchéquie                     | Stade de Wembley, Londres                          |                                                    |
| 20h45 (19h45) | ( Sancho) Sterling 24e · Kane 45+2e (pen.) · Sterling 62e · ( Barkley) Sterling 68e · Kalas 84e (csc) | (2 - 0) |                              | Spectateurs : 82 575 Arbitrage : Artur Soares Dias | Spectateurs : 82 575 Arbitrage : Artur Soares Dias |
| 20h45 (19h45) | | Rapport | 45+1e Kadeřábek · 63e Schick | Spectateurs : 82 575 Arbitrage : Artur Soares Dias | Spectateurs : 82 575 Arbitrage : Artur Soares Dias |

| 2e journée         | Kosovo                                        | 1 - 1   | Bulgarie                                                  | Stade de Fadil Vokrri, Pristina                    |                                                    |
| 25 mars 2019 20h45 | ( Aliti) Zeneli 61e                           | (0 - 1) | 39e Bozhikov (en) (Nedelev )                              | Spectateurs : 12 580 Arbitrage : Gediminas Mažeika | Spectateurs : 12 580 Arbitrage : Gediminas Mažeika |
| 25 mars 2019 20h45 | Vojvoda 19e · Kryeziu 71e · Halimi (en) 90+2e | Rapport | 19e Nedyalkov (en) · 36e Slavchev · 41e Popov · 86e Antov | Spectateurs : 12 580 Arbitrage : Gediminas Mažeika | Spectateurs : 12 580 Arbitrage : Gediminas Mažeika |

|       | Monténégro     | 1 - 5   | Angleterre | Podgorica City Stadium, Podgorica                |                                                  |
| 20h45 | Vešović 17e    | (1 - 2) | 31e Keane (Barkley ) · 38e Barkley (Hudson-Odoi ) · 59e Barkley · 71e Kane (Sterling ) · 81e Sterling (Henderson ) | Spectateurs : 8 329 Arbitrage : Aleksei Kulbakov | Spectateurs : 8 329 Arbitrage : Aleksei Kulbakov |
| 20h45 | Boljević 90+2e | Rapport | 52e Barkley · 90+2e Henderson · 90+3e Rose                                                                         | Spectateurs : 8 329 Arbitrage : Aleksei Kulbakov | Spectateurs : 8 329 Arbitrage : Aleksei Kulbakov |

| 3e journée        | Tchéquie                         | 2 - 1   | Bulgarie                                                            | Generali Arena, Prague                        |                                               |
| 7 juin 2019 20h45 | Schick 19e · ( Suchý) Schick 50e | (1 - 1) | 3e Isa (en) (Popov )                                                | Spectateurs : 13 482 Arbitrage : Tamás Bognár | Spectateurs : 13 482 Arbitrage : Tamás Bognár |
| 7 juin 2019 20h45 | Kadeřábek 13e · Pavelka 49e      | Rapport | 35e Malinov · 74e Dimitrov · 90+3e Chunchukov (en) · 90+3e Despodov | Spectateurs : 13 482 Arbitrage : Tamás Bognár | Spectateurs : 13 482 Arbitrage : Tamás Bognár |

|       | Monténégro              | 1 - 1   | Kosovo                                 | Podgorica City Stadium, Podgorica            |                                              |
| 20h45 | ( Janković) Mugoša 69e  | (0 - 1) | 24e Rashica                            | Spectateurs : 100 Arbitrage : Daniele Orsato | Spectateurs : 100 Arbitrage : Daniele Orsato |
| 20h45 | Vešović 51e · Simić 83e | Rapport | 57e Paqarada · 76e Muric · 82e Rashica | Spectateurs : 100 Arbitrage : Daniele Orsato | Spectateurs : 100 Arbitrage : Daniele Orsato |

| 4e journée                 | Bulgarie                                           | 2 - 3   | Kosovo                                                         | Stade national Vassil-Levski, Sofia                           |                                                               |
| 10 juin 2019 20h45 (21h45) | ( Ivanov (en)) Popov 43e · ( Nedelev) Dimitrov 55e | (1 - 1) | 14e Rashica · 64e Muriqi (Kololli ) · 90+3e Rashani (Rashica ) | Spectateurs : 4 994 Arbitrage : Mads-Kristoffer Kristoffersen | Spectateurs : 4 994 Arbitrage : Mads-Kristoffer Kristoffersen |
| 10 juin 2019 20h45 (21h45) | Kostadinov 85e                                     | Rapport | 78e Halimi (en)                                                | Spectateurs : 4 994 Arbitrage : Mads-Kristoffer Kristoffersen | Spectateurs : 4 994 Arbitrage : Mads-Kristoffer Kristoffersen |

|       | Tchéquie                                                                    | 3 - 0   | Monténégro                                 | Andrův stadion, Olomouc                               |                                                       |
| 20h45 | ( Kadeřábek) Jankto 18e · ( Schick) Kopitović 49e (csc) · Schick 82e (pen.) | (1 - 0) |                                            | Spectateurs : 11 565 Arbitrage : Vladislav Bezborodov | Spectateurs : 11 565 Arbitrage : Vladislav Bezborodov |
| 20h45 | Novák 14e · Suchý 21e · Schick 23e                                          | Rapport | 15e Bakić · 62e Vujačić (en) · 80e Vešović | Spectateurs : 11 565 Arbitrage : Vladislav Bezborodov | Spectateurs : 11 565 Arbitrage : Vladislav Bezborodov |

| 5e journée             | Kosovo                                         | 2 - 1   | Tchéquie                    | Stade de Fadil Vokrri, Pristina                 |                                                 |
| 7 septembre 2019 15h00 | ( Rashani) Muriqi 20e · ( Berisha) Vojvoda 66e | (1 - 1) | 16e Schick (Jankto )        | Spectateurs : 12 678 Arbitrage : Danny Makkelie | Spectateurs : 12 678 Arbitrage : Danny Makkelie |
| 7 septembre 2019 15h00 | Muriqi 15e                                     | Rapport | 18e Čelůstka · 77e Masopust | Spectateurs : 12 678 Arbitrage : Danny Makkelie | Spectateurs : 12 678 Arbitrage : Danny Makkelie |

|               | Angleterre                                                                      | 4 - 0   | Bulgarie    | Stade de Wembley, Londres                    |                                              |
| 18h00 (17h00) | ( Sterling) Kane 24e · Kane 49e (pen.) · ( Kane) Sterling 55e · Kane 73e (pen.) | (1 - 0) |             | Spectateurs : 82 605 Arbitrage : Marco Guida | Spectateurs : 82 605 Arbitrage : Marco Guida |
| 18h00 (17h00) | Keane 30e · Rose 90+3e                                                          | Rapport | 36e Bodurov | Spectateurs : 82 605 Arbitrage : Marco Guida | Spectateurs : 82 605 Arbitrage : Marco Guida |

| 6e journée                      | Angleterre | 5 - 3   | Kosovo                                                                           | St Mary's Stadium, Southampton                |                                               |
| 10 septembre 2019 20h45 (19h45) | ( Keane) Sterling 8e · ( Sterling) Kane 19e · ( Sancho) Vojvoda 38e (csc) · ( Sterling) Sancho 44e · ( Sterling) Sancho 45+1e | (5 - 1) | 1re Berisha (Muriqi ) · 49e Berisha (Muriqi ) · 55e (pen.) Muriqi                | Spectateurs : 30 155 Arbitrage : Felix Zwayer | Spectateurs : 30 155 Arbitrage : Felix Zwayer |
| 10 septembre 2019 20h45 (19h45) | | Rapport | 63e Halimi (en) · 65e Laert Paqarada · 70e Aliti · 83e Berisha · 86e Raskaj (en) | Spectateurs : 30 155 Arbitrage : Felix Zwayer | Spectateurs : 30 155 Arbitrage : Felix Zwayer |

|       | Monténégro                  | 0 - 3   | Tchéquie                                                            | Podgorica City Stadium, Podgorica             |                                               |
| 20h45 |                             | (0 - 0) | 54e Souček (Jankto ) · 57e Masopust (Jankto ) · 90+5e (pen.) Darida | Spectateurs : 5 951 Arbitrage : Ali Palabıyık | Spectateurs : 5 951 Arbitrage : Ali Palabıyık |
| 20h45 | Radunović 53e · Marušić 74e | Rapport | 75e Jankto · 82e Souček                                             | Spectateurs : 5 951 Arbitrage : Ali Palabıyık | Spectateurs : 5 951 Arbitrage : Ali Palabıyık |

| 7e journée            | Tchéquie                                         | 2 - 1   | Angleterre                                | Eden Aréna, Prague                             |                                                |
| 11 octobre 2019 20h45 | ( Celustka) Brabec 9e · ( Masopust) Ondrášek 85e | (1 - 1) | 5e (pen.) Kane                            | Spectateurs : 18 651 Arbitrage : Damir Skomina | Spectateurs : 18 651 Arbitrage : Damir Skomina |
| 11 octobre 2019 20h45 | Jankto 8e                                        | Rapport | 10e Rose · 68e Sterling · 90+2e Henderson | Spectateurs : 18 651 Arbitrage : Damir Skomina | Spectateurs : 18 651 Arbitrage : Damir Skomina |

|       | Monténégro                        | 0 - 0   | Bulgarie                      | Podgorica City Stadium, Podgorica              |                                                |
| 20h45 |                                   | (0 - 0) |                               | Spectateurs : 2 743 Arbitrage : Andreas Ekberg | Spectateurs : 2 743 Arbitrage : Andreas Ekberg |
| 20h45 | Lagator (en) 30e · Janković 90+5e | Rapport | 20e Pashov (en) · 90e Malinov | Spectateurs : 2 743 Arbitrage : Andreas Ekberg | Spectateurs : 2 743 Arbitrage : Andreas Ekberg |

| 8e journée                    | Bulgarie | 0 - 6   | Angleterre | Stade national Vassil-Levski, Sofia         |                                             |
| 14 octobre 2019 20h45 (21h45) |          | (0 - 4) | 7e Rashford (Barkley ) · 20e Barkley (Sterling ) · 32e Barkley (Kane ) · 45+4e Sterling (Kane ) · 69e Sterling (Kane ) · 85e Kane | Spectateurs : 17 481 Arbitrage : Ivan Bebek | Spectateurs : 17 481 Arbitrage : Ivan Bebek |
| 14 octobre 2019 20h45 (21h45) |          | Rapport | 4e Henderson | Spectateurs : 17 481 Arbitrage : Ivan Bebek | Spectateurs : 17 481 Arbitrage : Ivan Bebek |

|       | Kosovo                                  | 2 - 0   | Monténégro                                                        | Stade de Fadil Vokrri, Pristina                    |                                                    |
| 20h45 | ( Celina) Rrahmani 10e · Muriqi 34e     | (2 - 0) |                                                                   | Spectateurs : 12 600 Arbitrage : Artur Soares Dias | Spectateurs : 12 600 Arbitrage : Artur Soares Dias |
| 20h45 | Muriqi 7e · Vojvoda 85e · Kololli 90+1e | Rapport | 7e Jovović · 16e Šćekić (en) · 85e Nikola Vukčević · 90e Janković | Spectateurs : 12 600 Arbitrage : Artur Soares Dias | Spectateurs : 12 600 Arbitrage : Artur Soares Dias |

| 9e journée                     | Angleterre | 7 - 0   | Monténégro  | Stade de Wembley, Londres                            |                                                      |
| 14 novembre 2019 20h45 (19h45) | ( Chilwell) Oxlade-Chamberlain 11e · ( Chilwell) Kane 19e · ( Chilwell) Kane 24e · ( Maguire) Rashford 30e · ( Alexander-Arnold) Kane 37e · ( Mount) Šofranac (en) 66e (csc) · ( Sancho) Abraham 84e | (5 - 0) |             | Spectateurs : 77 277 Arbitrage : Antonio Mateu Lahoz | Spectateurs : 77 277 Arbitrage : Antonio Mateu Lahoz |
| 14 novembre 2019 20h45 (19h45) | | Rapport | 33e Vešović | Spectateurs : 77 277 Arbitrage : Antonio Mateu Lahoz | Spectateurs : 77 277 Arbitrage : Antonio Mateu Lahoz |

|       | Tchéquie                                    | 2 - 1   | Kosovo                                                    | Doosan Arena, Plzeň                              |                                                  |
| 20h45 | ( Masopust) Král 71e · ( Král) Čelůstka 79e | (0 - 0) | 50e Nuhiu (Hadergjonaj )                                  | Spectateurs : 10 986 Arbitrage : Gianluca Rocchi | Spectateurs : 10 986 Arbitrage : Gianluca Rocchi |
| 20h45 | Bořil 33e · Souček 55e                      | Rapport | 15e Rashkaj (en) · 23e Aliti · 32e Nuhiu · 90+2e Zhegrova | Spectateurs : 10 986 Arbitrage : Gianluca Rocchi | Spectateurs : 10 986 Arbitrage : Gianluca Rocchi |

| 10e journée            | Kosovo      | 0 - 4   | Angleterre                                                                                  | Stade de Fadil Vokrri, Pristina            |                                            |
| 17 novembre 2019 18h00 |             | (0 - 1) | 32e Winks (Oxlade-Chamberlain ) · 79e Kane · 83e Rashford (Sterling ) · 90+1e Mount (Kane ) | Spectateurs : 12 326 Arbitrage : Paweł Gil | Spectateurs : 12 326 Arbitrage : Paweł Gil |
| 17 novembre 2019 18h00 | Kololli 48e | Rapport |                                                                                             | Spectateurs : 12 326 Arbitrage : Paweł Gil | Spectateurs : 12 326 Arbitrage : Paweł Gil |

|               | Bulgarie                        | 1 - 0   | Tchéquie                  | Stade national Vassil-Levski, Sofia        |                                            |
| 18h00 (19h00) | ( Despodov) Bozhikov (en) 56e   | (0 - 0) |                           | Spectateurs : 0 Arbitrage : Sergei Karasev | Spectateurs : 0 Arbitrage : Sergei Karasev |
| 18h00 (19h00) | Kostadinov 50e · Georgiev 90+2e | Rapport | 64e Kúdela · 90+3e Jankto | Spectateurs : 0 Arbitrage : Sergei Karasev | Spectateurs : 0 Arbitrage : Sergei Karasev |

## Statistiques

### Liste des buteurs
| 12 buts - Harry Kane 8 buts - Raheem Sterling 4 buts - Patrik Schick - Ross Barkley - Vedat Muriqi 3 buts - Marcus Rashford 2 buts - Vasil Bozhikov - Jadon Sancho - Valon Berisha - Milot Rashica - Stefan Mugoša 1 but - Kristian Dimitrov - Galin Ivanov (en) - Todor Nedelev - Ivelin Popov | - Jakub Brabec - Ondřej Čelůstka - Vladimir Darida - Jakub Jankto - Alex Král - Lukáš Masopust - Zdeněk Ondrášek - Tomáš Kalas - Tammy Abraham - Michael Keane - Mason Mount - Alex Oxlade-Chamberlain - Harry Winks - Atdhe Nuhiu - Elba Rashani - Amir Rrahmani - Mërgim Vojvoda - Arber Zeneli - Marko Janković Contre son camp (csc) - Tomáš Kalas (pour l'Angleterre) - Mërgim Vojvoda (pour l'Angleterre) - Boris Kopitović (pour la Tchéquie) - Aleksandar Šofranac (pour l'Angleterre) |

### Liste des passeurs
| 7 passes décisives - Raheem Sterling 5 passes décisives - Harry Kane 3 passes décisives - Ross Barkley - Ben Chilwell - Jadon Sancho - Jakub Jankto 2 passes décisives - Lukáš Masopust - Vedat Muriqi - Todor Nedelev | 1 passe décisive - Trent Alexander-Arnold - Jordan Henderson - Callum Hudson-Odoi - Michael Keane - Harry Maguire - Alex Oxlade-Chamberlain - Ondřej Čelůstka - Pavel Kadeřábek - Patrik Schick - Marek Suchý | - Fidan Aliti - Valon Berisha - Bersant Celina - Florent Hadergjonaj - Benjamin Kololli - Elba Rashani - Kiril Despodov - Galin Ivanov (en) - Ivelin Popov - Marko Janković - Nikola Vukčević |

## Discipline
Un joueur est automatiquement suspendu pour le match suivant :
- S'il cumule trois avertissements (cartons jaunes) lors de trois matchs différents.
- S'il se voit décerner une exclusion de terrain (carton rouge).
- S'il cumule cinq avertissements lors de matchs différents.
- Pour chaque avertissement à partir du cinquième.
  - En cas d’infraction grave, l’Instance de contrôle, d’éthique et de discipline de l'UEFA est habilitée à aggraver la sanction, y compris en l'étendant à d'autres compétitions.

| Joueurs           | Cartons | Suspensions                                      |
| ----------------- | --- | ------------------------------------------------ |
| Besar Halimi (en) | 2e journée, contre Bulgarie (25 mars 2019) · 4e journée, contre Bulgarie (10 juin 2019) · 6e journée, contre Angleterre (10 septembre 2019)   | 8e journée, contre Monténégro (14 octobre 2019)  |
| Danny Rose        | 2e journée, contre Monténégro (25 mars 2019) · 5e journée, contre Bulgarie (7 septembre 2019) · 7e journée, contre Tchéquie (11 octobre 2019) | 8e journée, contre Bulgarie (14 octobre 2019)    |
| Jordan Henderson  | 2e journée, contre Monténégro (25 mars 2019) · 7e journée, contre Tchéquie (11 octobre 2019) · 8e journée, contre Bulgarie (14 octobre 2019)  | 9e journée, contre Monténégro (14 novembre 2019) |